# Francesca Gangemi
Francesca Gangemi (Catania, 25 de mayo de 1985) es una deportista italiana que compitió en natación sincronizada. Ganó cuatro medallas en el Campeonato Europeo de Natación entre los años 2004 y 2008.

## Palmarés internacional
| Campeonato Europeo | Campeonato Europeo       | Campeonato Europeo | Campeonato Europeo |
| Año                | Lugar                    | Medalla            | Prueba             |
| ------------------ | ------------------------ | ------------------ | ------------------ |
| 2004               | Madrid (España)          | Medalla de plata   | Combinación libre  |
| 2006               | Budapest (Hungría)       | Medalla de bronce  | Combinación libre  |
| 2008               | Eindhoven (Países Bajos) | Medalla de plata   | Equipo             |
| 2008               | Eindhoven (Países Bajos) | Medalla de plata   | Combinación libre  |